# Paronychia brasiliana
Paronychia brasiliana är en nejlikväxtart som beskrevs av Dc. Paronychia brasiliana ingår i släktet prasselörter, och familjen nejlikväxter. Utöver nominatformen finns också underarten P. b. pubescens.